# Gil Stein
Gil Stein (* 9. Januar 1956) ist US-amerikanischer Archäologe und war von 2002 bis 2017 Leiter des Oriental Institute der University of Chicago.

## Leben
Stein studierte unter anderem an der Yale University, wo er 1978 seinen Bachelor of Arts mit summa cum laude und mehreren Auszeichnungen abschloss. Anschließend wurde er 1988 an der University of Pennsylvania in Anthropologie promoviert. Er war während dieser Zeit Graduate Fellow der National Science Foundation und nahm im Rahmen des Fulbright-Programms an einem Austausch mit der Türkei statt, während er in Arizona, New Mexico, seit 1981 aber in der Türkei und in Syrien an mehreren Ausgrabungen und Surveys mitwirkte. Nach seiner Promotion bekleidete er eine Professur für Anthropologie an der Northwestern University, bevor er 2002 seine Stelle an der University of Chicago antrat.

## Forschungstätigkeit
Die Forschungstätigkeit Steins konzentriert sich auf die frühesten Zivilisationen des Alten Orients. So leitete er von 1992 bis 1997 die Ausgrabungen in der spät-chalkolithischen Siedlung Hacınebi in der Türkei. Zurzeit ist er Codirektor eines 2008 begonnenen syrisch-amerikanischen Gemeinschaftsprojektes an der früh-mittel-chalkolithischen proto-urbanen Siedlung Tell Zeidan in Nordsyrien.